# Medaillespiegel van de Olympische Winterspelen 2022
Op de Olympische Winterspelen 2022 in het Chinese Peking worden op 109 onderdelen gouden, zilveren en bronzen medailles uitgereikt. In de tabel op deze pagina staat het medailleklassement.
Het IOC stelt officieel geen medailleklassement op, maar geeft desondanks een medailletabel ter informatie. In dit klassement wordt eerst gekeken naar het aantal gouden medailles, vervolgens de zilveren en tot slot de bronzen medailles.

## Medailleklassement
| Plaats | Land             | NOC    | Goud | Zilver | Brons | Totaal |
| ------ | ---------------- | ------ | ---- | ------ | ----- | ------ |
| 1      | Noorwegen        | NOR    | 16   | 8      | 13    | 37     |
| 2      | Duitsland        | GER    | 12   | 10     | 5     | 27     |
| 3      | China            | CHN    | 9    | 4      | 2     | 15     |
| 4      | Verenigde Staten | USA    | 8    | 10     | 7     | 25     |
| 5      | Zweden           | SWE    | 8    | 5      | 5     | 18     |
| 6      | Nederland        | NED    | 8    | 5      | 4     | 17     |
| 7      | Oostenrijk       | AUT    | 7    | 7      | 4     | 18     |
| 8      | Zwitserland      | SUI    | 7    | 2      | 6     | 15     |
| 9      | Russische ploeg  | ROC    | 6    | 12     | 14    | 32     |
| 10     | Frankrijk        | FRA    | 5    | 7      | 2     | 14     |
| 11     | Canada           | CAN    | 4    | 8      | 14    | 26     |
| 12     | Japan            | JPN    | 3    | 6      | 9     | 18     |
| 13     | Italië           | ITA    | 2    | 7      | 8     | 17     |
| 14     | Zuid-Korea       | KOR    | 2    | 5      | 2     | 9      |
| 15     | Slovenië         | SLO    | 2    | 3      | 2     | 7      |
| 16     | Finland          | FIN    | 2    | 2      | 4     | 8      |
| 17     | Nieuw-Zeeland    | NZL    | 2    | 1      | 0     | 3      |
| 18     | Australië        | AUS    | 1    | 2      | 1     | 4      |
| 19     | Groot-Brittannië | GBR    | 1    | 1      | 0     | 2      |
| 20     | Hongarije        | HUN    | 1    | 0      | 2     | 3      |
| 21     | België           | BEL    | 1    | 0      | 1     | 2      |
| 21     | Slowakije        | SVK    | 1    | 0      | 1     | 2      |
| 21     | Tsjechië         | CZE    | 1    | 0      | 1     | 2      |
| 24     | Wit-Rusland      | BLR    | 0    | 2      | 0     | 2      |
| 25     | Spanje           | ESP    | 0    | 1      | 0     | 1      |
| 25     | Oekraïne         | UKR    | 0    | 1      | 0     | 1      |
| 27     | Estland          | EST    | 0    | 0      | 1     | 1      |
| 27     | Letland          | LAT    | 0    | 0      | 1     | 1      |
| 27     | Polen            | POL    | 0    | 0      | 1     | 1      |
| Totaal | Totaal           | Totaal | 109  | 109    | 110   | 328    |

Medaillespiegel Olympische Spelen aller tijden · Medaillespiegel Zomerspelen aller tijden · Medaillespiegel Winterspelen aller tijden
Medaillespiegel Zomerspelen
1896 · 1900 · 1904 · 1906 · 1908 · 1912 · 1920 · 1924 · 1928 · 1932 · 1936 · 1948 · 1952 · 1956 · 1960 · 1964 · 1968 · 1972 · 1976 · 1980 · 1984 · 1988 · 1992 · 1996 · 2000 · 2004 · 2008 · 2012 · 2016 · 2020 · 2024

Medaillespiegel Winterspelen

1924 · 1928 · 1932 · 1936 · 1948 · 1952 · 1956 · 1960 · 1964 · 1968 · 1972 · 1976 · 1980 · 1984 · 1988 · 1992 · 1994 · 1998 · 2002 · 2006 · 2010 · 2014 · 2018 · 2022
Alpineskiën · Biatlon · Bobsleeën · Curling · Freestyleskiën · Kunstrijden · Langlaufen · Noordse combinatie · Rodelen · Schaatsen · Schansspringen · Shorttrack · Skeleton · Snowboarden · IJshockey